# 에드 데이비스

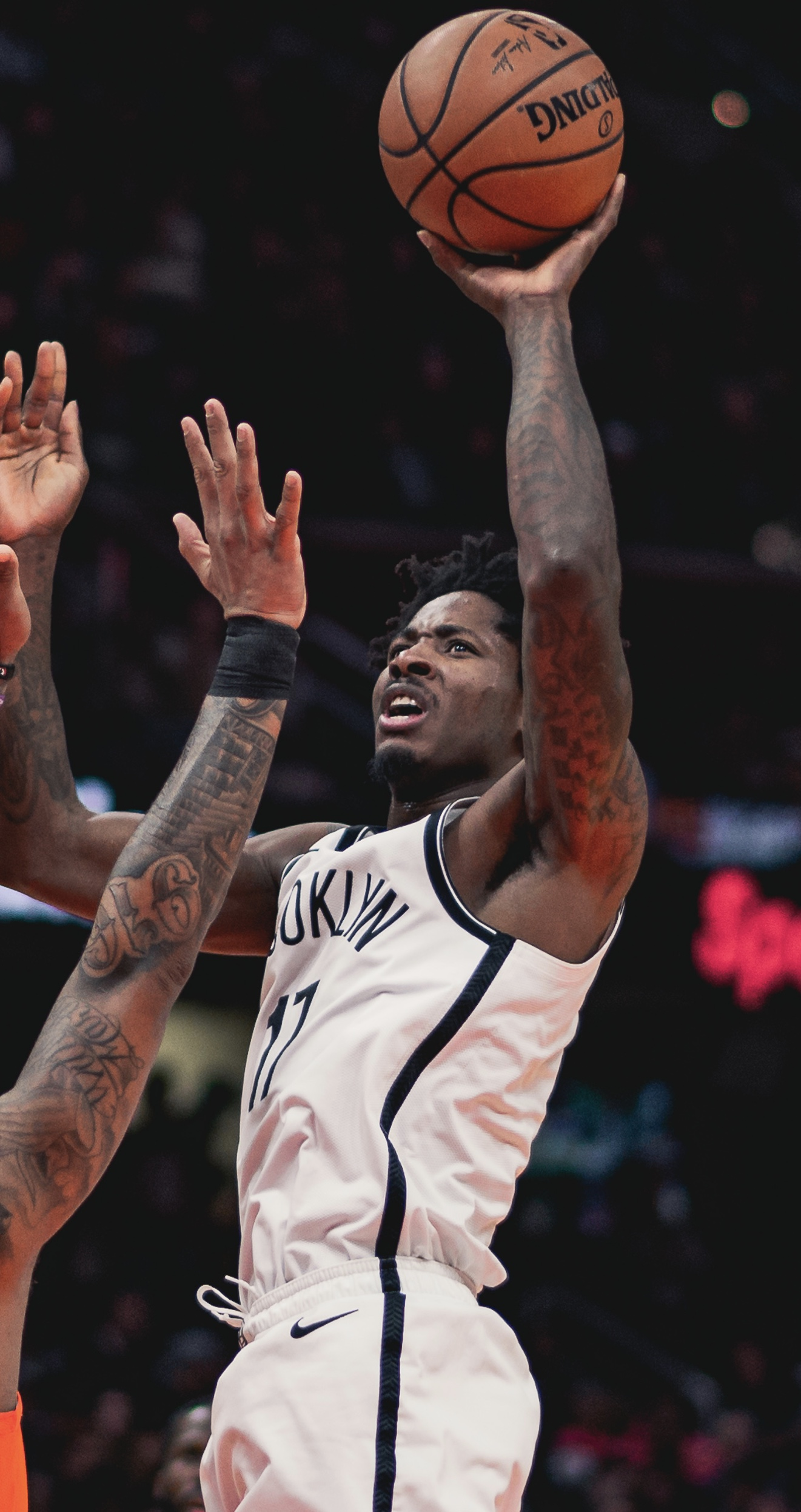

에드 데이비스(Ed Davis, 본명: 에드워드 애덤 데이비스, Edward Adam Davis, 1989년 6월 5일 ~ )는 발론세스토 슈페리어 나시오날(BSN)의 칸그레헤로스 데 산투르세(Cangrejeros de Santurce)에서 마지막으로 뛰었던 미국 프로 농구 선수이다. 이전에 그는 전미 농구 협회(NBA)에서 11시즌을 뛰었다. 버지니아주 리치먼드에 있는 베네딕트 고등학교에서 고등학교 농구를 했다. 전 NBA 선수 테리 데이비스의 아들이다. 그는 2010년 NBA 드래프트에서 전체 13순위로 토론토 랩터스에 지명됐다.

## 프로 경력
- 토론토 랩터스 (2010-2013)
- 멤피스 그리즐리스(2013~2014)
- 로스앤젤레스 레이커스(2014~2015)
- 포틀랜드 트레일블레이저스(2015~2018)
- 브루클린 네츠 (2018-2019)
- 유타 재즈 (2019-2020)
- 미네소타 팀버울브스 (2020-2021)
- 클리블랜드 캐벌리어스(2021~2022)
- 메츠 드 과이나보 (2023)